# Katariinankatu
Katariinankatu (suédois : Katarinegatan) est une rue du quartier de Kruununhaka au centre d'Helsinki en Finlande.

## Description
Son extrémité méridionale est la frontière entre Pohjoisesplanadi et la place du Marché.
Au nord, elle finit dans Aleksanterinkatu au coin de la place du Sénat.  

## Lieux et monuments
Parmi les monuments de Katariinankatu:
- Hôtel de ville
- Maison Sederholm
- Maison Bock.
- Keisarinnankivi

Les lieux à proximité:
- Pohjoisesplanadi
- place du Marché.

## Étymologie
Au XVIIe siècle, la rue n'a pas de nom.
En 1820, elle est nommée Catherine Gatan (rue de Catherine), à la fin du XIXe siècle son nom s'écrit Katarine. 
On n'est pas certain de l'origine du nom de la rue.
Il est probable que son nom soit celui de Catherine II, mas certains pensent qu'il pourrait venir de Christina Catharina Sederholm ou de Hedvig Catharina Lagerborg respectivement mère et épouse de Johan Albrecht Ehrenström.
Le nom finnois Katriinankatu est officialisé en 1909 et remplacé par Katariinankatu en  1928.

## Galerie

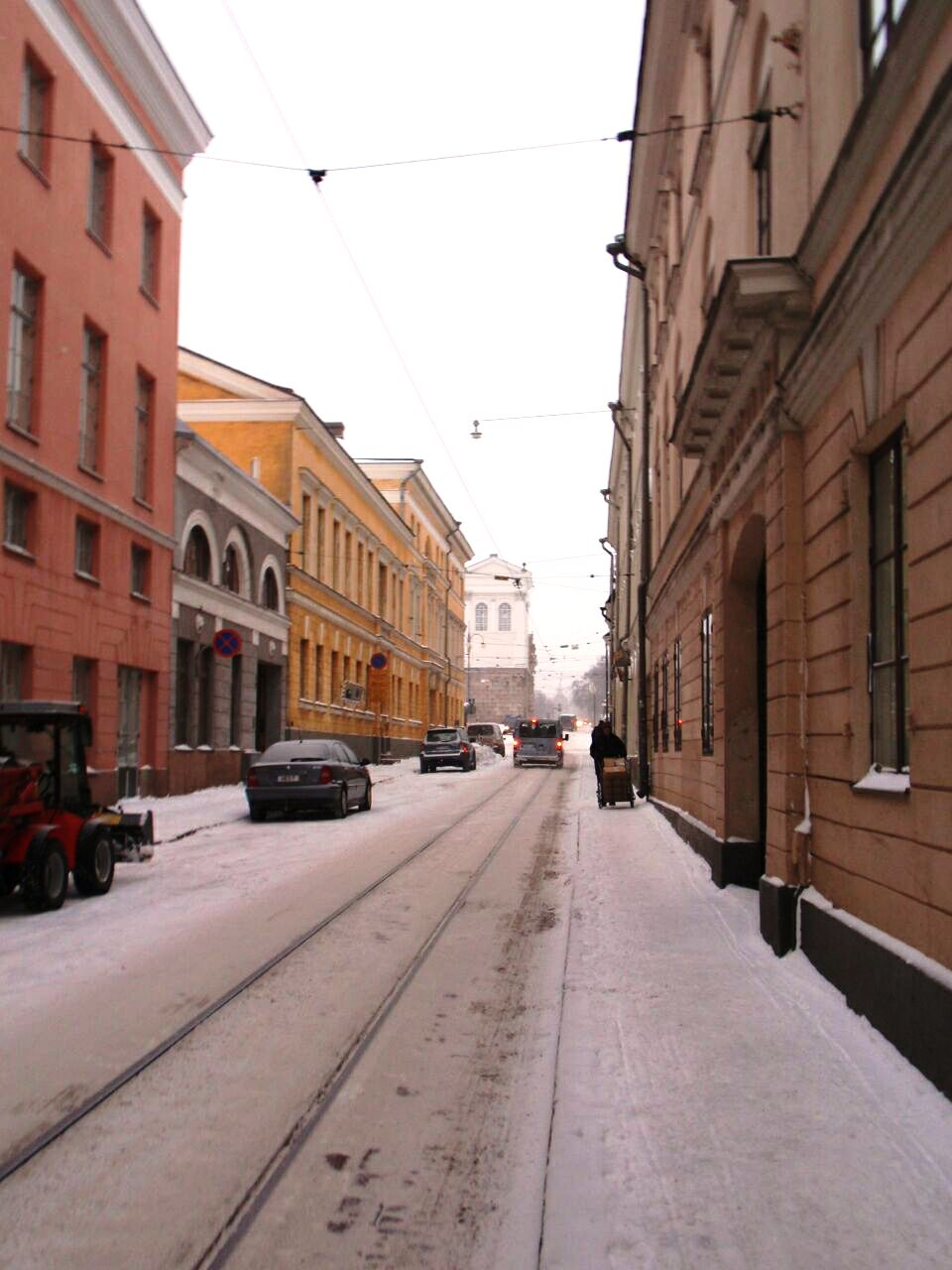
Katariinankatu.
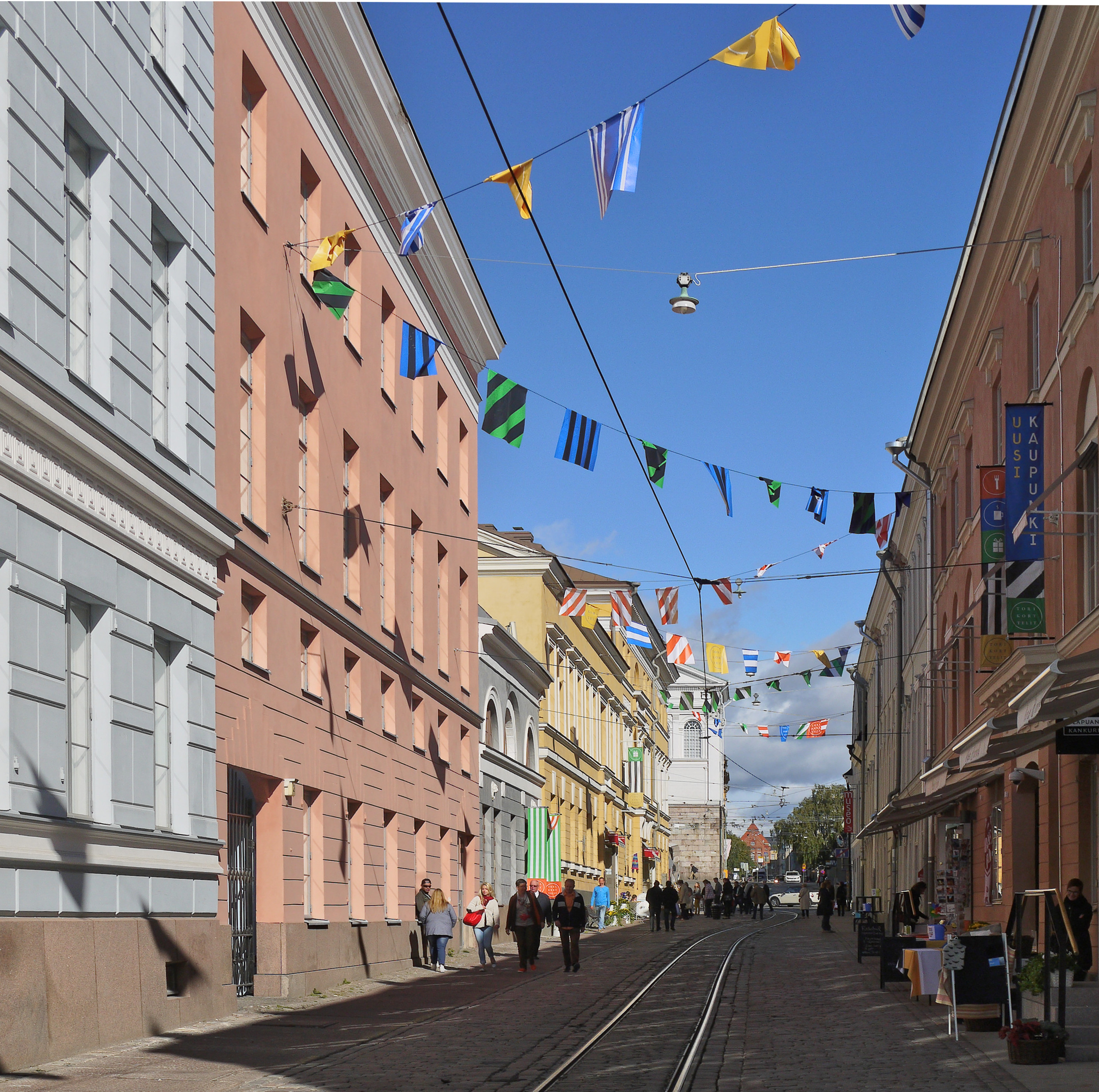
Katariinankatu.
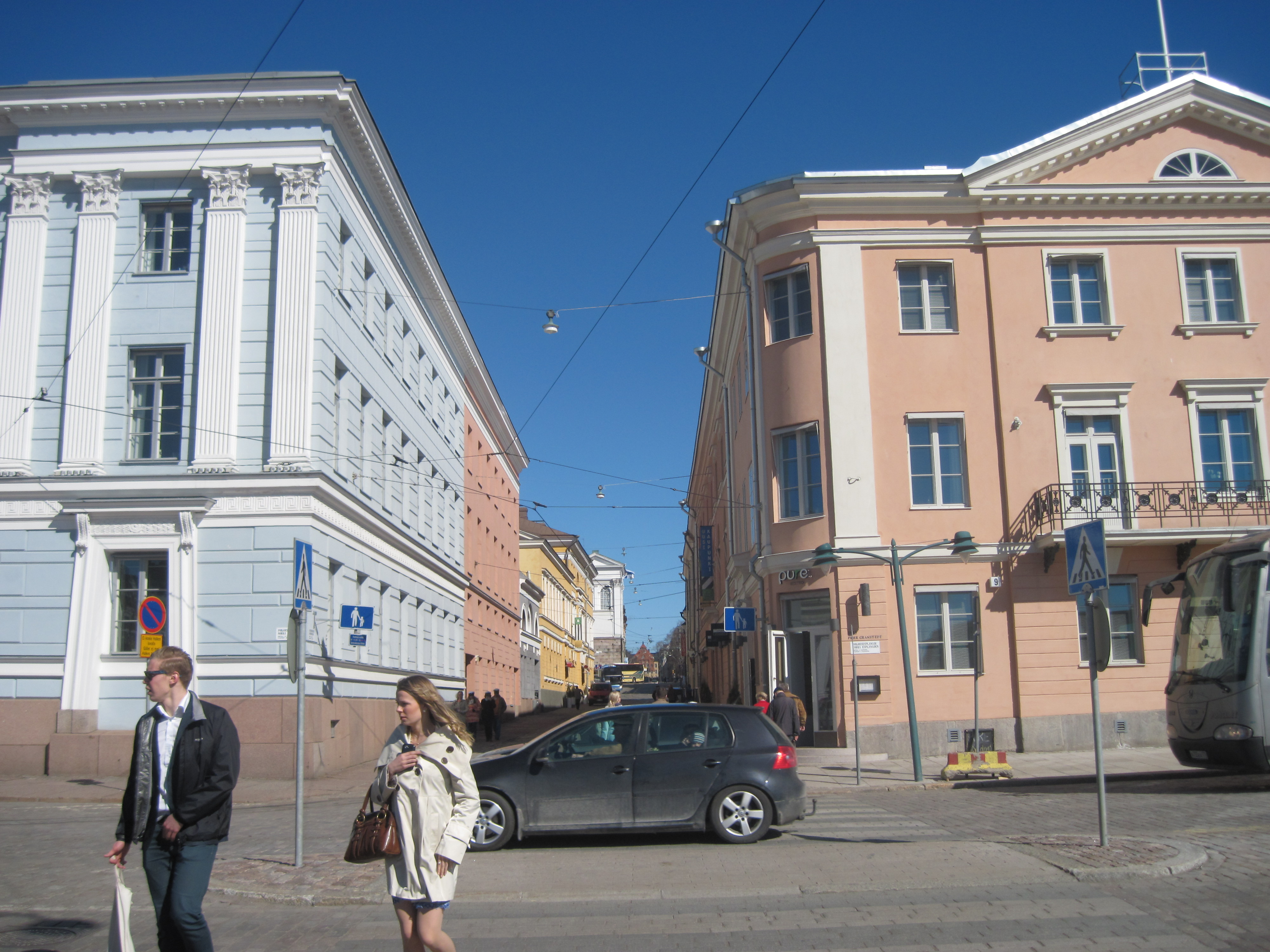
Katariinankatu vue de la place du Marché. À gauche, l'hôtel de ville, à droite la maison Govinius.